# Natascha Strobl

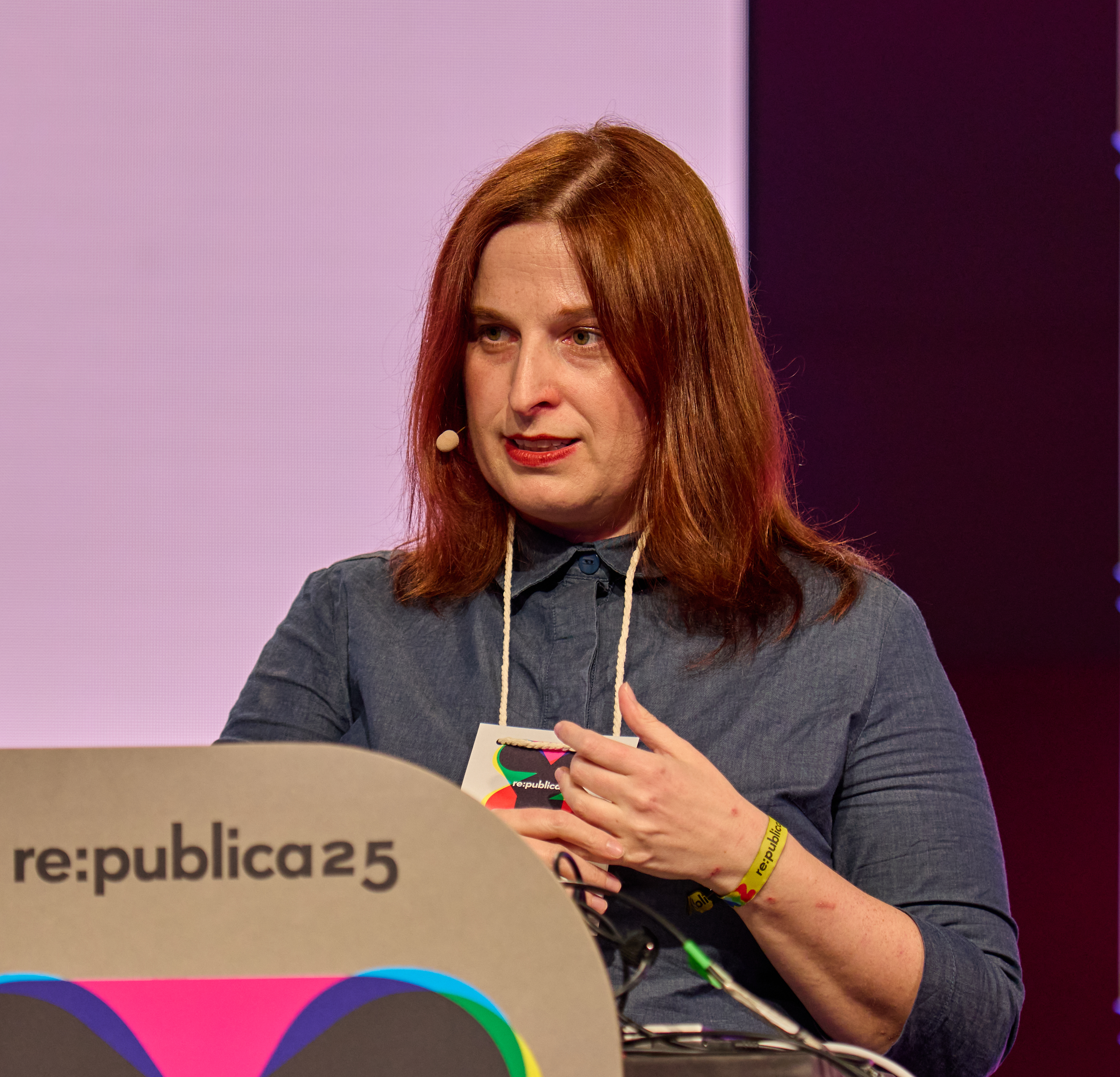
Natascha Strobl auf der re:publica 2025

Natascha Strobl (* 25. Februar 1985 in Wien) ist eine österreichische Politikwissenschaftlerin. Sie gilt als Expertin für Rechtsextremismus und die Neue Rechte und ist Mitautorin eines Fachbuchs über Strategien und Ziele der Identitären Bewegung in Europa.

## Leben
Strobl studierte im norwegischen Bergen sowie an der Universität Wien. 2010 schloss sie ein Skandinavistik-Studium mit ihrer Diplomarbeit zu den Sozialsystemen in Norwegen und Österreich als Magistra ab, 2012 ihr Politologiestudium mit einer Diplomarbeit über Ideologie und Strategie der Neuen Rechten. Während ihres Studiums engagierte sie sich als Vorsitzende des Wiener VSStÖ. Sie war im Vorstand der SPÖ Wien und arbeitete für Sonja Wehsely. Heute ist sie Mitglied der SPÖ und gehört laut der Tageszeitung Der Standard zum „engsten Kreis“ um den seit Juni 2023 amtierenden Parteivorsitzenden Andreas Babler. Für die von ihr mitgegründete Initiative „Offensive gegen Rechts“ fungierte sie zeitweise als Sprecherin.
Mehrmals war Strobl Gast der Fernseh-Talkshow Im Zentrum des ORF. Beiträge von Natascha Strobl als Gast-Autorin sind im Standard, bei Zeit Online, im Falter, der taz, dem Neuen Deutschland, wo sie seit November 2021 eine monatliche Kolumne schreibt, und den Publikationen des Momentum Instituts erschienen. Ihre Kontextualisierungen von Interviews mit sowie Ansprachen von Politikern unter dem Hashtag „#NatsAnalyse“ auf Twitter sind nach Ansicht von Sascha Lobo ein Beispiel für die Qualität politischer Analysen auf Twitter.
In den deutschsprachigen Leitmedien wird Strobl häufig als Rechtsextremismus-Expertin herangezogen.
Strobl war nach eigenen Angaben wiederholt Opfer von Einschüchterungsversuchen und Vergewaltigungsdrohungen. Nach Veröffentlichung ihres ersten Buchs über die Identitäre Bewegung berichtete die Presse von einem Ende März 2014 entdeckten Einschussloch in ihrem Küchenfenster. Der Leiter der FPÖ-Pressestelle im Nationalrat hatte sie zuvor öffentlich als „Trampel“ und „Kreatur“ beschimpft. Zu den Bedrohungen trugen Internetseiten wie „Solidarität mit der Polizei“ oder „Verein der Freunde der Tagespolitik“ bei.
Strobl gehörte Anfang 2021 zu den Erstunterzeichnern der Kampagne Zero Covid.
Im Oktober 2023 stellte Strobl gemeinsam mit der Stiftung COMÚN den „Gegenrechtsschutz“ vor, einen Fonds zum Schutz vor Angriffen durch Rechtsextreme nach dem Vorbild des „Prinzenfonds“ von FragDenStaat aus Deutschland. Gleichzeitig wurde bekannt, dass Strobl in den Beirat der Stiftung berufen wurde.

## Rezeption
Strobl setzt sich intensiv mit dem Thema Rechtsextremismus in Österreich auseinander, insbesondere mit der Identitären Bewegung Österreich sowie mit rechtsgerichteten und rechtsradikalen Studentenverbindungen. In deutschsprachigen Medien kommt sie als Expertin für Rechtsextremismus und die Neue Rechte zu Wort.
Die Identitären
Für Björn Allmendinger, Lehrbeauftragter an der Universität Hannover, gelang den Autoren in ihrem Handbuch über diese „Jugendbewegung“, die für „altbekanntes rechtsextremes Gedankengut in neuem Gewand“ stehe, „eine erste umfassende Gesamtdarstellung der identitären Bewegung in Europa“. Das Handbuch biete „eine solide Grundlage für weiterführende Analysen und die Entschlüsselung neurechter Codes und Symbole.“ Seine Rezension bezog sich auf die erste, 2014 erschienene Auflage.
Gemäß der Historikerin Anna Laiß hätten Strobl und ihre Mitautoren, der Philosoph Julian Bruns und die Politologin Kathrin Glösel, in ihrem Buch über die „in Österreich im Dunstkreis rechter Burschenschaften rasch“ gewachsene „Jugendbewegung der Neuen Rechten in Europa“ Neuland betreten: ihre Analyse sei das „erste deutschsprachige ‚Handbuch‘ zur ‚Identitären Bewegung‘“. Es ermögliche „einen differenzierten Einblick in Ideen und Strategien der Bewegung“, die „mit einer auf populärkulturelle Elemente setzenden Ästhetik und radikalen Aktionsformen SchülerInnen und StudentInnen“ anspreche, vor einem angeblichen „großen Austausch“ warne und eine „Verschiebung des öffentlichen Diskurses hin zur Akzeptanz menschenfeindlicher Ideen“ anstrebe.
Wolfgang Frindte rezensierte die im Mai 2016 erschienene zweite Auflage von Strobls Handbuch (im Juli 2017 erschien eine dritte, aktualisierte und erweiterte Auflage) und fand, „aus der Lektüre des Buches“ „viel gelernt“ zu haben. Das Buch basiere auf hochaktuellem Quellenmaterial, Frindte empfahl es ausdrücklich Wissenschaftlern, Journalisten und engagierten Menschen im Kampf gegen Rechtspopulismus und Rechtsextremismus zur Lektüre. Sollten „die Neuen Rechten und die Identitären das Buch ebenfalls kaufen und lesen“, würden „sie staunen, wie gut und treffend sie unter Beobachtung“ ständen.
Rechte Kulturrevolution
Armin Pfahl-Traughber hält den von Strobl zusammen mit Julian Bruns und Kathrin Glösel verfassten Band zu aktuellen Entwicklungen im intellektuellen Rechtsextremismus zwar „bei bestimmten Aspekten“ für informativ, empfindet es aber wegen fehlender genauerer Erörterung als zu oberflächlich. Auch würden die von den Autoren aufgestellten Definitionen nicht zu allen Objekten passen; dass HoGeSa und Pegida sich mit der Konservativen Revolution befassen würden, bezweifelt Pfahl-Traughber. Er hätte es als sinnvoll empfunden, der Identitären Bewegung ein eigenes Kapitel zu widmen und sich ausführlicher auf die relevanten Akteure wie eben das Institut für Staatspolitik oder die Zeitschrift Sezession zu beziehen.
Für den Politologen René Neumann (Portal für Politikwissenschaft) bieten die Texte über die Protagonisten der Neuen Rechten, ihre ideologischen Grundlagen sowie Strategien „überblickshafte Einsichten insbesondere in die jüngsten Entwicklungen des rechten politischen Spektrums in Theorie und Praxis. Der Anspruch der Analyse“ sei „eine kritisch‑aufklärerische Perspektive über die potenzielle Gefahr durch die Neue Rechte für eine demokratische Gesellschaft“, weshalb „vor allem affirmative Kooperationsbemühungen zwischen den Akteuren dargestellt“ würden. Konflikte und ideologische Differenzen innerhalb der verschiedenen Gruppierungen würden aber „nur am Rande thematisiert“.

## Veröffentlichungen
Monografien
- mit Julian Bruns, Kathrin Glösel: Die Identitären. Handbuch zur Jugendbewegung der Neuen Rechten in Europa, 3., aktualisierte Auflage, Unrast Verlag, Münster 2017, ISBN 978-3-89771-224-9. Erste Auflage 2014.
- mit Julian Bruns, Kathrin Glösel: Rechte Kulturrevolution. Wer und was ist die Neue Rechte von heute? VSA-Verlag, Hamburg 2015, ISBN 978-3-89965-639-8, (eingeschränkte Vorschau).
- Radikalisierter Konservatismus. Eine Analyse. Suhrkamp, Berlin 2021, ISBN 978-3-518-12782-7.[32]
  - italienische Übersetzung: Le nuove destre. Un’analisi globale del conservatorismo radicalizzato, übersetzt von Raffaella D’Auria, LEG Edizioni 2022, ISBN 978-88-6102-970-5.
  - schwedische Übersetzung: Radikaliserad konservatism, übersetzt von Hillevi Jonsson, Stockholm 2022, ISBN 978-91-7445-024-8.
- mit Michael Mazohl: Klassenkampf von oben. Angriffspunkte, Hintergründe und rhetorische Tricks, ÖGB-Verlag 2022, ISBN 978-3-99046-464-9, 2. erweiterte Auflage 2024: ISBN 978-3-99046-671-1.
- Solidarität, Kremayr & Scheriau, Wien 2023, ISBN 978-3-218-01378-9.

Buchbeiträge
- mit Julian Bruns: Preparing for (Intellectual) Civil War. The New Right in Austria and Germany. In: Maik Fielitz, Laura Lotte Laloire (Hrsg.): Trouble on the Far Right. Contemporary Right-Wing Strategies and Practices in Europe (= Edition Politik. 39). transcript, Bielefeld 2016, ISBN 978-3-8376-3720-5, S. 105–110, (eingeschränkte Vorschau).
- mit Julian Bruns: Eine schrecklich nette Familie. In: Friedrich Burschel (Hrsg.): Das faschistische Jahrhundert: neurechte Diskurse zu Abendland, Identität, Europa und Neoliberalismus. Verbrecher Verlag, Berlin 2020, ISBN 978-3-95732-454-2, S. 231–258 (Rezension von Sieglinde Geisel in Deutschlandfunk Kultur).

## Auszeichnungen
- 2021 Bruno-Kreisky-Preis für das politische Buch – Anerkennungspreis für Radikalisierter Konservatismus – Eine Analyse[33]